# Дјене (Златна обала)
Дјене (фр. Diénay) насеље је и општина у источном делу централне Француске у региону Бургоња, у департману Златна обала која припада префектури Дижон.
По подацима из 2011. године у општини је живело 306 становника, а густина насељености је износила 19,88 становника/km². Општина се простире на површини од 15,39 km². Налази се на средњој надморској висини од 287 метара (максималној 428 m, а минималној 282 m).

## Демографија
| 1962. | 1968. | 1975. | 1982. | 1990. | 1999. | 2011. |
| ----- | ----- | ----- | ----- | ----- | ----- | ----- |
| 197   | 205   | 165   | 230   | 241   | 235   | 306   |

График промене броја становника у току последњих година